# Armiñón
Armiñón (Spaans: Aramiñon) is een plaats en gemeente in de Spaanse provincie Álava in de regio Baskenland met een oppervlakte van 11 km², gelegen op 30 kilometer ten zuidwesten van Vitoria-Gasteiz. Armiñón telt 234 inwoners (1 januari 2016).

## Geografie
Het grondgebied van de gemeente ligt in twee apart van elkaar gelegen gedeelten; het grootste gedeelte bevindt zich rondom de plaats Armiñón en omvat tevens de kern Estabelu. Meer naar het zuiden ligt nog een kleiner gedeelte rondom de kern Lacorzana. Beide gedeelten van de gemeente liggen aan de rivier de Zadorra.
Armiñón is gelegen nabij het verkeersknooppunt van de autosnelwegen A-1 en AP-1.
Omliggende gemeenten zijn Ribera Baja, Condado de Treviño (provincie Burgos), Berantevilla en Miranda de Ebro (provincie Burgos).

## Demografische ontwikkeling
Bron: INE, 1857-2011: volkstellingen
Alegría-Dulantzi · Amurrio · Añana · Aramaio · Armiñón · Arraia-Maeztu · Arrazua-Ubarrundia · Artziniega · Asparrena · Ayala/Aiara · Baños de Ebro/Mañueta · Barrundia · Berantevilla · Bernedo · Campezo/Kanpezu · Elburgo/Burgelu · Elciego · Elvillar/Bilar · Harana/Valle de Arana · Iruña de Oca/Iruña Oka · Iruraiz-Gauna · Kripan · Kuartango · Labastida · Lagrán · Laguardia · Lanciego/Lantziego · Lantarón · Lapuebla de Labarca · Laudio/Llodio · Legutiano · Leza · Moreda de Álava · Navaridas · Okondo · Oyón-Oion · Peñacerrada-Urizaharra · Ribera Alta · Ribera Baja/Erribera Beitia · Salvatierra/Agurain · Samaniego · San Millán/Donemiliaga · Urkabustaiz · Valdegovía · Villabuena de Álava/Eskuernaga · Vitoria-Gasteiz · Yécora/Iekora · Zalduondo · Zambrana · Zigoitia · Zuia